# Robert Hare (psykolog)
Robert D. Hare, född 1934, är en kanadensisk forskare och pionjär inom ämnet kriminalpsykologi. Han är professor på University of British Columbia där hans studier centreras runt forskning om psykopater.

## Arbete
Robert utvecklade "the Psychopathy Checklist" (PCL) samt "the Psychopathy Checklist Revised" (PCL-R), som används för att diagnostisera fall av psykopati men är också användbara för att förutsee våldsamt beteende. Han är även rådgivare vid FBI:s enhet för barnarov och seriemord samt diverse brittiska och nordamerikanska fängelser. Han har även skrivit ett antal böcker i ämnet;     
- Psychopathy: Theory and Research (1970) ISBN 978-0471351474
- Without Conscience: The Disturbing World of the Psychopaths Among Us (1993 & 1999) ISBN 978-0671732615
- Snakes in Suits: When Psychopaths Go to Work (2006), samman med Paul Babiak

Vad skalan och arbetet betytt, är att det nu är enklare och mer säkert att definiera vem som är en psykopat. Detta hjälper psykologer avgöra exempelvis om en psykopat kommer återfalla i brott (med PCL:SV).